# Carlos Egert
Carlos Egert (1993. május 18., Curitiba —) brazil költő, író, jogász és színész. Szimbolikában gazdag irodalmi művei révén vált ismertté, amelyekben a brazil kultúra, történelem és spiritualitás elemei ötvöződnek.

## Munkássága
Carlos Egert számos költői és prózai mű szerzője, amelyek gyakran filozófiai mélységűek, történelmi allegóriákkal és spirituális motívumokkal átszőttek. Legismertebb művei közé tartozik az introspektív lírai O Que Habita o Fogo Silencioso, a politikai allegória Sepulcro do Herói és a történelmi szimbolizmust tükröző Palmeiras Imperiais.

## Érdekességek
Egert nemcsak irodalmi, hanem kulturális és esztétikai tevékenységeivel is ismert. Emellett elkötelezett a brazil irodalmi örökség megőrzése és népszerűsítése iránt.

## Külső hivatkozások
- Carlos Egert az Instagramon